# Grigori Isaakowitsch Barenblatt
Grigori Isaakowitsch Barenblatt (russisch Григорий Исаакович Баренблатт; * 10. Juli 1927 in Moskau; † 21. Juni 2018 ebenda) war ein russischer angewandter Mathematiker.

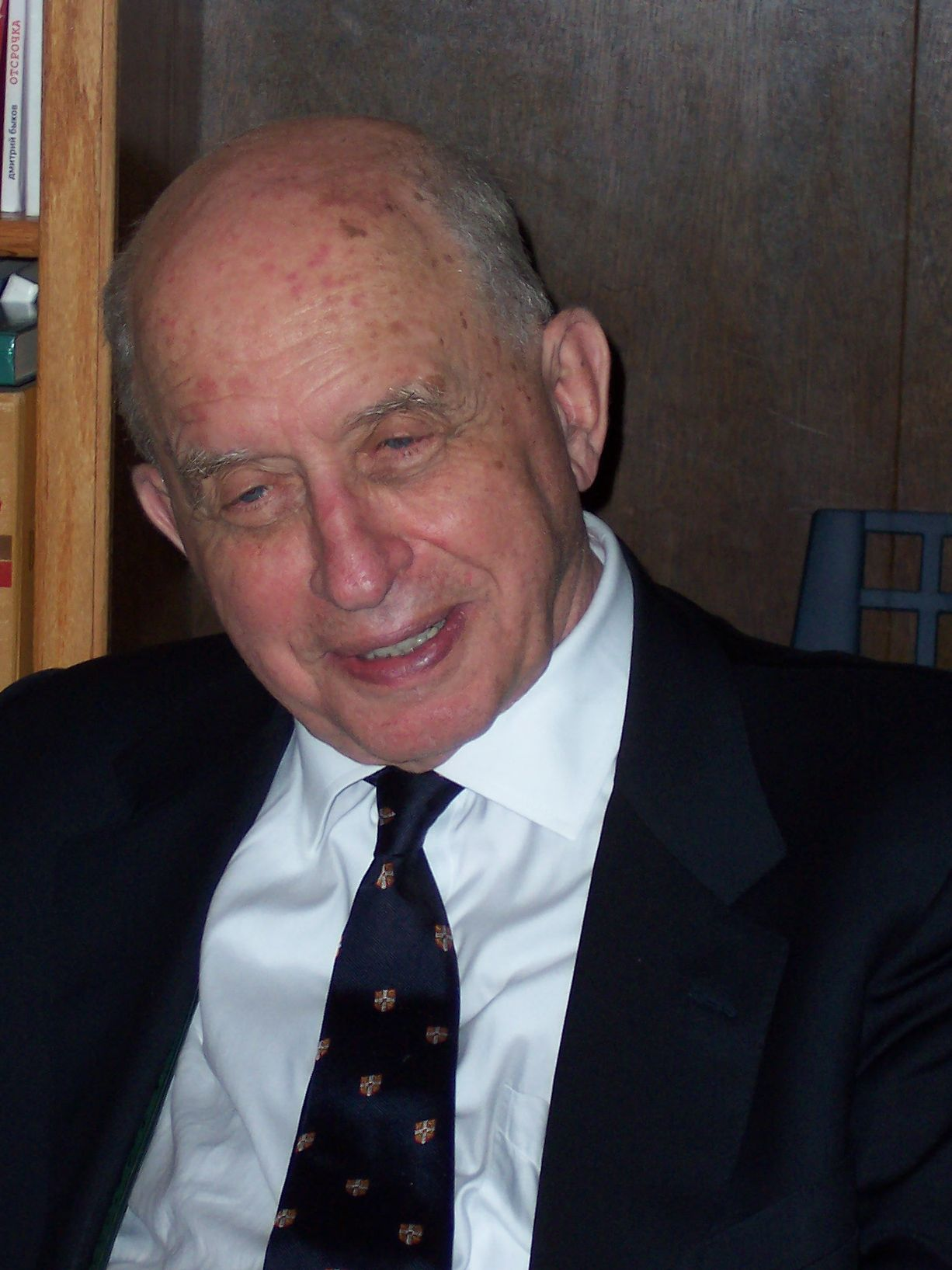
Barenblatt (2005)

Er war der Sohn der Virologin Nadeschda Weniaminowna Kagan, die einen Impfstoff gegen Enzephalitis entwickelte und sich bei einem Laborunfall selbst infizierte und starb, und des Moskauer Endokrinologen Isaak Grigorjewitsch Barenblatt, Autor eines vielfach aufgelegten Therapeutischen Handbuchs. Sein Großvater war der Mathematiker Weniamin Kagan.
Barenblatt studierte an der Lomonossow-Universität (Mechmat-Fakultät) mit dem Abschluss 1950 und der Promotion 1953 bei Andrei Kolmogorow. 1957 habilitierte er sich an der Lomonossow-Universität (russischer Doktortitel) mit der Schrift Einige Probleme der hydrodynamischen Theorie der instationären Filtration (russisch Некоторые задачи гидродинамической теории нестационарной фильтрации) und erhielt 1962 den Professorentitel. Nach der Promotion forschte er am Institut für Petroleum der sowjetischen Akademie der Wissenschaften und ab 1961 war er Leiter der Abteilung Plastizitätstheorie am Institut für Mechanik der Lomonossow-Universität. 1975 bis 1992 leitete er die theoretische Abteilung im Institut für Ozeanographie der sowjetischen Akademie der Wissenschaften. 1992 bis 1994 war er G. I. Taylor Professor für Hydrodynamik an der Universität Cambridge, ab 1994 als Professor Emeritus.
Er war 1990 Gastprofessor an der Universität Paris VI, 1991 und 1994 Gastprofessor an der University of Minnesota (1994 als Hill Professor), 1992 an der Universität Rom (Tor Vergata), 1993 und 1995/6 an der Autonomen Universität in Madrid, 1995 an der University of Illinois at Urbana-Champaign, 1996/97 Timoshenko Gastprofessor an der Stanford University und der University of California, Berkeley. Ab 1997 war er am Lawrence Berkeley National Laboratory und gleichzeitig Professor in Berkeley.
Er befasste sich unter anderem mit Hydrodynamik in porösen Medien (zum Beispiel Zweiphasen-Fluss, Erdöl, Erdgas, Grundwasser in klüftigem Gestein), Bruchmechanik, Kontinuumsmechanik nichtklassischer Medien wie Polymere und Turbulenz. Mit Jakow Borissowitsch Seldowitsch arbeitete er über längere Zeit zum Beispiel über selbstähnliche Lösungen und intermediäre Asymptotiken zusammen (mit Anwendungen in der Theorie der Explosionen und Verbrennung und Ausbreitung dünner Filme). Er war in diesem Zusammenhang auch Mitherausgeber der Gesammelten Aufsätze von Seldowitsch.
Er war Mitglied der American Academy of Arts and Sciences (1975), der National Academy of Engineering, der Academia Europaea (1993) und der National Academy of Sciences. Er war auswärtiges Mitglied der Royal Society (2000) und des Gonville and Caius College in Cambridge. 1993 erhielt er einen M. A. (Master of Arts) in Cambridge.
2005 erhielt er die Timoschenko-Medaille, 1995 den Modesto Panetti Preis, 1999 die G. I. Taylor Medal der US Society of Engineering Science, 1995 die Lagrange Medal der Accademia dei Lincei und 1999 die J. C. Maxwell Medal des International Congress of Industrial and Applied Mathematics. Barenblatt war Ehrendoktor der Königlich Technischen Hochschule Stockholm und des Turiner Polytechnikums. Er war Mitglied der Polnischen Gesellschaft für Theoretische und Angewandte Mechanik und des Dänischen Zentrums für Angewandte Mathematik und Mechanik.

## Schriften
- Flow, Deformation and Fracture, Cambridge University Press 2014
- Scaling, Cambridge University Press 2003
- Scaling, self-similarity and intermediate asymptotics, Cambridge University Press 1996
- Scaling phenomena in fluid mechanics, Cambridge University Press 1994
- Herausgeber mit Gérard Iooss, Daniel D. Joseph Nonlinear dynamics and turbulence, Pitman 1983
- Dimensional analysis, Gordon and Breach 1987
- mit V. M. Entov, V. M. Ryzhik Theory of fluid flows through natural rocks, Kluwer 1990
- mit Seldowitsch (Zeldovich), Maxwidadze: Mathematische Theorie der Verbrennung und Explosion (russisch), 1980
- mit Lisitzin: Hydrodynamik und Sedimentation (russisch), 1983